# Дівчина з коробкою
«Дівчина з коробкою» (рос. «Девушка с коробкой») — російська радянська романтична комедія режисера Бориса Барнета 1927 року, акторський дебют української актриси німого кіно Анни Стен.
Фільм знято в рамках кампанії з пропаганди Державного займу СРСР.

## Сюжет
Модистка Наташа (Анна Стен) живе в Підмосков'ї з дідом-шевцем і шиє капелюшки, які возить на продаж до московської крамниці-ательє.

Анна Стен в дебютному фільмі «Дівчина з коробкою» (1927)

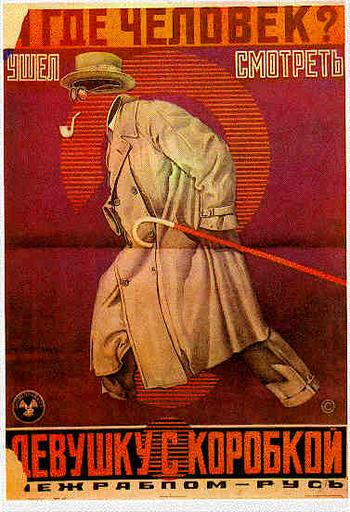
Плакат до фільму «Дівчина з коробкою» (1927)

Вона фіктивно прописана в московській квартирі власниці крамниці Мадам Ірен, що дозволяє крамарці займати в квартирі площу, яку вона мала б ділити з іншими пожильцями згідно з тодішнім житловим законодавством. Наташа не проживає в квартирі мадам Ірен, а лише зрідка буває там.
Одного разу, вкотре відправляючись в Москву з готовими капелюшками, вона стрічає в поїзді Іллю Снігірьова (Іван Коваль-Самборський), який немає де оселитись в Москві. Дівчина веде Іллю на квартиру мадам Ірен, попередньо оформивши з ним шлюб в РАГСі, аби виправдати його присутність в квартирі, де вона прописана. Однак хазяйка не рада новим пожильцям і вирішує відкупитись від нав'язливих співмешканців облігацією Державного займу…

## В ролях
- Анна Стен — Наташа Коростелєва, модистка
- В. Михайлов — Дід Наташі, майстер-швець
- Володимир Фогель — залізничний касир Фогелев, залицяльник Наташі
- Іван Коваль-Самборський — Ілья Гаврилович Снігірьов, чоловік Наташі
- Серафіма Бірман — мадам Ірен, власниця крамнички-ательє
- Павел Поль — Микола Матвійович Трагер, чоловік мадам Ірен
- Єва Милютіна — Марфушка, служниця в крамничці

## Знімальна група
- Сценаристи: Валентин Туркін та Вадим Шершеневич
- Оператори: Борис Франциссон та Б. Фільшин
- Художник: Сергій Козловський

## Технічні дані
- Виробництво: Межрабпомрусь, Москва, СРСР
- Художній фільм, чорно-білий, німий (до 1968).
- Вихід на екрани: 19 квітня 1927
- Озвучений: у новій редакції Центральною студією дитячих та юнацьких фільмів імені Горького в 1968.